# Aleksandar Sarievski
Aleksandar Sarievski (macédonien : Александар Сариевски), né le 20 juin 1922 et mort le 19 décembre 2002, est un chanteur et parolier macédonien. Sa carrière a duré presque soixante ans et il est une figure importante de la musique macédonienne. Il a commencé à chanter en 1946 à Skopje.
Aleksandar Sarievski était cofondateur de l'Ensemble Tanec, institution folklorique macédonienne. Il a également écrit des chansons restées célèbres, qui font aujourd'hui partie intégrante de la culture de la République de Macédoine, comme More Sokol Pie, Makedonsko Devojče, Zajdi, zajdi et Uči me majko, karaj me. Ses thèmes d'écriture favoris étaient l'amour non partagé, l'exil et les motifs traditionnels, notamment ceux de la région de son village natal, Galitchnik.